# Eldorado do Sul
Pour les articles homonymes, voir Eldorado (homonymie).
Eldorado do Sul est une ville brésilienne de la mésorégion métropolitaine de Porto Alegre, capitale de l'État du Rio Grande do Sul, faisant partie de la microrégion de Porto Alegre et située à 10 km au nord-est de Porto Alegre. Elle se situe à une latitude de 30° 06′ 00″ sud et à une longitude de 51° 38′ 53″ ouest, à 4 m d'altitude. Sa population était estimée à 31 316 en 2007, pour une superficie de 510 km2. L'accès s'y fait par les BR-116 et BR-290.
Le territoire où se trouve aujourd'hui Eldorado do Sul appartenait au milieu du XVIIIe siècle à des propriétaires terriens (estancieiros) açoriens. De 1880 à 1890, la municipalité possédait une fabrique de papier dans le district de Bom Retiro. Ses ruines peuvent se visiter. Dans les années 1930, l'endroit devient le centre balnéaire des habitants de Porto Alegre, et un petit port y fut construit pour accéder à la capitale de l'État. En 1960 arrivent des colons allemands.
La commune fait partie du Parc d'État du delta de Jacuí, située sur les rives des rios Jacuí et Guaíba (rive droite).
L'économie est tournée vers la production de riz, de légumes et l'élevage, et possède un institut de recherches vétérinaires.

## Villes voisines
- Charqueadas
- Triunfo
- Porto Alegre
- Guaíba
- Mariana Pimentel
- Arroio dos Ratos